# اسپارفلوکساسین
اسپارفلوکساسین(به انگلیسی: Sparfloxacin) یک آنتی بیوتیک فلوروکینولونی است که در درمان عفونت های باکتریایی مورد استفاده قرار می گیرد. ایمنی این دارو مورد مناقشه است.
این دارو در سال ۱۹۸۵ ثبت اختراع شد و در سال ۱۹۹۳ برای مصارف پزشکی تایید گردید. این دارو که تحت نام Zagam عرضه می شد، دیگر در ایالات متحده موجود نیست. 

## کاربردهای پزشکی
این ترکیب برای درمان عفونت های دستگاه تنفسی تحتانی کاربرد دارد.    